# Língua fenícia
O fenício foi uma língua semita falada originalmente na região litorânea do Oriente Médio banhada pelo mar Mediterrâneo chamada de "Canaã" em fenício, árabe, hebraico e aramaico, "Fenícia" em grego e latim, e "Pūt" em egípcio antigo. Pertence ao subgrupo canaanita dos idiomas semitas, e o idioma mais próximo a ele ainda em existência é o hebraico, ao qual é muito semelhante, seguido pelo aramaico e árabe. A região onde o fenício era falado inclui os atuais países do Líbano, o litoral da Síria e o norte de Israel. Também foi falado, na variante cartaginesa, em algumas antigas cidades da Tunísia, Argélia e Malta, juntamente com o berbere.
Atualmente é conhecido apenas por inscrições breves e repetitivas de caráter oficial e religioso, e citações ocasionais em livros escritos em outros idiomas; autores romanos como Salústio aludiram a obras escritas em púnico, porém nenhuma delas sobreviveu, apenas na forma de traduções (os tratados de Magão) ou em pequenos trechos (como nas peças de Plauto). Os Cipos de Melcarte, descobertos em Malta no ano de 1694, foram gravados em dois idiomas, o grego antigo e o cartaginês; isto possibilitou que o estudioso francês Abbé Barthelemy decifrasse e reconstruísse o alfabeto púnico. Posteriormente, com a descoberta em 1964 de um acordo comercial entre os etruscos e um grupo de fenícios foi possível que o etrusco fosse decifrado.

## Fonologia, gramática e vocabulário
É difícil avaliar mudanças sonoras nos dialetos fenícios ao longo do tempo porque os autores continuaram a usar grafias arcaicas e porque no fenício, ao contrário do aramaico e do hebraico, a natureza puramente consonantal da escrita foi mantida com consistência durante a maior parte da história do idioma, com os vogais permanecendo sem serem representadas. Num período muito tardio, geralmente após a destruição de Cartago pelos romanos, os autores púnicos começaram a implementar sistemas de marcações de vogais; primeiro foi usado um sistema inconsistente de matres lectionis, onde o <ʼ> final indicava a presença de uma vogal final e o <y> marcava um /ī/ longo final; posteriormente, um sistema em que <w> indicava o fonema [u], <y> indicava [i], <ʼ> indicava /e/ e /o/, <ʿ> indicava [a] e <h> e <ḥ> também podiam representar [a]. Pouco depois, no entanto, passou-se a usar escritas baseadas no alfabeto grego e latino, que tinham suas próprias deficiências, como por exemplo a impossibilidade de indicar consoantes guturais e glotais enfáticas, que provavelmente também estavam se enfraquecendo e acabaram por ser perdidas com o tempo.
Entre algumas das semelhanças entre o fenício e seus vizinhos aparentado está a mudança vocálica conhecida en masse como "Mudança Vocálica Canaanita": o ā do proto-semítico do noroeste se tornou ū (ō, no hebraico tiberiano), enquanto o a enfático proto-semítico se tornou o o (ā, no hebraico tiberiano), como pode ser visto nas transcrições greco-latinas como rūs para "cabeça", "cabo" (rōš, ראש, no hebraico tiberiano), samō para "[ele] ouviu" (šāmāʻ, שמע, no hebraico tiberiano). Os antigos egípcios passaram por uma mudança vocálica semelhante, evidente nas grafias dos dialetos tardios daquele idioma, especialmente o copta.
Os dialetos fenícios também parecem ter fundido relativamente cedo as sibilantes proto-semitas do noroeste śin e šin, transformando-as em š, o que pode ser visto no abjad. Outras fusões, que também ocorreram no hebraico e no aramaico a um determinado ponto em sua história, são as do /*ḫ/ e /ḥ/ para o /ḥ/, e do /*ʻ/ e /*ġ/. Por outro lado, ainda se discute se o šin e o samekh, que eram bem distintos na ortografia, também teriam se fundido em algum ponto, seja no fenício clássico ou no púnico tardio. Neste, as guturais parecem ter sido totalmente perdidas. A perda de enfáticos e laríngeas também era uma característica de certos dialetos hebraicos do período romano, bem como de dialetos do aramaico.
Não existe consenso a respeito do fenício/púnico ter passado pelo processo de lenição consonantal plosiva pelo qual passaram a maior parte das outras línguas semitas do noroeste (como hebraico e aramaico). A consoante /p/ pode ter sido geralmente transformada em /f/ no púnico, como também o foi no proto-árabe. Certas transcrições latinas do púnico tardio incluem formas espirantizadas, com < ph >, < th > e < kh > em diversas posições.
Existem diversas diferenças no sistema gramatical, como por exemplo a forma verbal causativa púnica yiqtil (YQTL ou ʼYQTL, na ortografia; hiqtīl, no hebraico). Existem também diferenças curiosas de vocabulário, incluindo o uso do verbo KN, "ser" (como no árabe), no lugar do HYH hebraico-aramaico e do PʿL, "fazer" (como no aramaico pʿl e no árabe fʿl), e o uso (quase) exclusivo de bal, "não" (lō < *lā hebraico-aramaico. Ver também o árabe "bal" = "em vez", "pelo contrário", e o hebraico "belial" (beli- yaʿal), "sem vantagem", "sem ganho" = inútil, desprezível).

## O púnico e suas influências
A forma tardia e significativamente divergente do idioma que era falada na colônia fenícia tíria de Cartago, é conhecida como língua púnica; continuou a ser usada por muito mais tempo que o fenício permaneceu sendo usado na própria Fenícia, e especula-se que teria sobrevivido até a época de Santo Agostinho, ou até mesmo após a conquista árabe da África do Norte: o geógrafo Albacri descreve um povo que falaria um idioma que não era berbere, latim ou copta, na cidade de Sirt, no norte da Líbia, região onde o púnico falado teria persistido por mais tempo na forma oral que na escrita.. É provável, no entanto, que a arabização dos púnicos tenha sido facilitada pelo fato de os idiomas pertencerem ao mesmo grupo linguístico (as línguas semitas) e partilharem muitas semelhanças gramaticais e léxicas.
O antigo alfabeto líbio-berbere, ainda em uso de maneira irregular por grupos berberes modernos como os tuaregues, é conhecido pelo nome nativo de tifinague, possivelmente uma forma derivada de algum cognato do nome 'púnico'. Esa ligação, no entanto, ainda é motivo de polêmica, já que ambos os sistemas de escrita são muito diferentes. Alguns empréstimos do púnico existem nos dialetos berberes modernos, como por exemplo agadir, "muro", que vem do púnico gader.
Talvez o exemplo mais célebre da influência púnica seja o nome da antiga região da Hispânia (que eventualmente deu origem ao nome do país moderno, Espanha); de acordo com uma teoria, este nome teria sido derivado do púnico "I-Shaphan", "costa dos híraces", devido à confusão feita pelos primeiros exploradores fenícios, que teriam confundido os numerosos coelhos da Península Ibérica com os híraces, animais com os quais estavam familiarizados em sua terra natal.
Outro exemplo é o nome de uma tribo de "pessoas peludas" hostis que Hanão, o Navegador teria encontrado, supostamente, no golfo da Guiné. O nome dado a esse povo pelos tradutores de Hanão foi passado do púnico ao grego na forma de gorillai, e foi adotado em 1847 por Thomas S. Savage para referir-se ao gorila-ocidental.

## Arqueologia e decifração
As inscrições mais antigas conhecidas do fenício vêm de Biblos e datam de por volta de 1000 a.C. Inscrições púnicas e fenícias foram encontradas no Líbano, Síria, Israel, Chipre, Sardenha, Malta, Sicília, Tunísia, Marrocos, Argélia e outros locais do Mediterrâneo, como a Península Ibérica, até os primeiros séculos da Era Cristã.
Um dos mais antigos ensaios sobre o estudo do idioma fenício foi a Scripturae linguaeque phoeniciae monumenta, de 1837, do orientalista alemão Wilhelm Gesenius (1786-1842), que analisou textos de moedas e inscrições em monumentos. Hoje em dia, é possível estudar o idioma em universidades dos Estados Unidos e Canadá que lecionam filologia semita, especialmente aquelas que têm um Departamento de Estudos do Oriente Médio, como Harvard, Universidade da Pensilvânia, Johns Hopkins, Berkeley, UCLA, Universidade do Michigan, Universidade Católica da América, Universidade de Chicago e Universidade de Toronto.
Uma suposta inscrição fenícia encontrada na Pedra da Gávea, no Brasil, é considerada uma falsificação do século XIX.